# 井上信悟
井上 信悟（いのうえ しんご、1948年（昭和23年）-  - ）は、日本のテレビプロデューサー、実業家。ポニーキャニオン顧問。
元フジテレビのプロデューサー・ディレクター。

## 来歴・人物
1970年獨協大学卒業後、フジテレビ入社。
上司だった疋田拓の下で修業を積み、1976年から1987年まで夜のヒットスタジオでは疋田班のチーフディレクター、チーフフロアディレクターとして長年に渡り担当した。その後、他番組でプロデューサーを経て、1994年から音楽担当部長、1997年から第二制作部長に就任。元部下が多数在籍する音組の基礎を作った。
2002年7月、ポニーキャニオン常務取締役に就任。2004年1月6日に専務、2013年6月17日に副社長、2025年6月20日に顧問に就任した。

## 担当番組
- スター千一夜(ディレクター)
- ミュージックフェア(ディレクター・プロデューサー)
- 夜のヒットスタジオ(チーフディレクター)フロア担当
- FNS歌謡祭（ディレクターやプロデューサーなどで演出PDも担当した回があった）フロア担当
- オールスター紅白大運動会（ディレクター）
- オールスター紅白水泳大会（ディレクター、プロデューサー、演出PD）
- オールスター家族対抗歌合戦(チーフディレクター)

### プロデューサー
- スターどっきり(秘)報告
- オールスター水泳大会
- ドキッ!女だらけの水着大会
- ものまね王座決定戦
- Audition House (オーディション・ハウス）
- 人気番組大集合!なるほど!ザ・春の祭典スペシャル(1991年)
- FNS番組対抗NG名珍場面大賞(1989年～1997年)
- FNS大感謝祭（1993年）
- G-STAGE
- SOUND ARENA
- MJ -MUSIC JOURNAL-
- 島原救済緊急特別番組・夜のヒットスタジオスペシャル（1991年7月3日）
- 夜のヒットスタジオ RETURNS SPECIAL（1993年3月31日）
- HEY!HEY!HEY! MUSIC CHAMP（ゼネラルプロデューサー）

### スーパーバイザー
- TK MUSIC CLAMP（番組初期）
- FNSの日十周年記念1億2500万人の夢リンピック

### 制作
- ワールドカウントダウンスーパースペシャル 24時間まるごとライブ LOVE LOVE2000〜世界中のこどもたちへ僕らが愛でできること
- FNS年末スペシャル フジテレビにしか出来ない20世紀の黄金バラエティ大全集!
- 新春かくし芸大会（1995年 - 2001年）
- FNS1億2700万人の27時間テレビ夢列島（1998年 - 2000年）
- FNS ALLSTARS27時間笑いの夢列島（2001年、制作指揮）